# Warszawski Sejmik Samorządowy
Zainaugurował działalność 18 czerwca 1990 roku w oparciu o art. 76–83 Ustawy z dnia 8 marca 1990 o samorządzie terytorialnym. Sejmik Warszawski funkcjonował dwie kadencje. W latach 1990–1998 stanowił reprezentację wspólną gmin województwa warszawskiego. W jego strukturze zawierało się Kolegium Odwoławcze oraz Zespół Komisji, w skład których wchodziły nawiązujące nazewnictwem do narodzin samorządu pod koniec XVIII wieku: Komisja Boni Ordinis, Komisja Brukowa, Komisja Skarbu oraz Komisja Spraw Publicznych. Reprezentanci Sejmiku Warszawskiego uczestniczyli w pracach Krajowego Sejmiku Samorządu Terytorialnego.
Pierwszym marszałkiem sejmiku został wybrany Piotr Fogler, a jego zastępcami Andrzej Tadeusz Kijowski i Kazimierz Porębski. W skład Prezydium Sejmiku w latach 1990–1994 wchodzili: Bogumił Bartolik, Marek Borowik, Roman Chlebowski, Kazimierz Hałat, Bohdan Jastrzębski – (do momentu objęcia funkcji wojewody warszawskiego) oraz Agata Leokadia Rymkiewicz. W gronie delegatów zasiadali m.in. Ligia Urniaż-Grabowska – delegatka Legionowa i Krzysztof Oksiuta jako przedstawiciel Wołomina.
W drugiej kadencji 1994–1998 marszałkiem sejmiku wybrano Lecha Isakiewicza.
W wyniku reformy administracyjnej w roku 1999 Samorządowy Sejmik Warszawski został przekształcony w Sejmik Województwa Mazowieckiego.